# ニコライ・ラビノヴィチ
ニコライ・セミョーノヴィチ・ラビノヴィチ（ロシア語: Николай Семёнович Рабинович, ラテン文字転写: Nikolai Semyonovich Rabinovich、1908年10月7日（ユリウス暦9月24日） - 1972年7月26日）は、ソビエト連邦、ロシアの指揮者、音楽教師。

## 概要
サンクトペテルブルクの技術者の家に生まれる。1916年から1926年まで家族と共にキエフに住み、第43労働学校を卒業する。その間、ピアノの個人レッスンを受けていた。キエフでミコラ・リセンコ記念音楽学校に進学し、3つのコースを修了した後、生地に戻りレニングラード音楽院に進学する。ニコライ・マルコに指揮法を学び、マルコが出国（亡命）した後はアレクサンドル・ガウクに師事し、1931年に音楽院を卒業する。なお、在学中からアマチュア合唱団や労働者クラブの指揮者や伴奏者として活動していた。
ラビノヴィチはレンフィルムの前身にあたるレニングラード撮影所《ソフキノ》（Ленинградская фабрика «Совкино»）の音楽部門設立に参加し、1930年には部門長に就任、当時の映画のサウンドトラックを30曲以上録音した。特に親交のあったドミートリイ・ショスタコーヴィチが作曲したレンフィルム制作映画は、初期の『ひとり』『黄金の山脈』から最終作である1970年の『リア王』まで全てのサウンドトラックを担当している。
1933年から1938年までレニングラード・ラジオ放送委員会（レニングラード放送局）の音楽部門の長を務め、1938年からはエフゲニー・ムラヴィンスキーの招きでレニングラード・フィルハーモニー交響楽団の第2指揮者に就任（1950年まで）、1938年から1939年にかけてはレニングラード・ミュージカル・コメディ劇場の音楽監督も兼任した。
レニングラード封鎖に伴い、レニングラード・フィルハーモニー交響楽団と共にノヴォシビルスクへ疎開し、レニングラード帰還後の1944年からレニングラード・マールイ劇場（現在のミハイロフスキー劇場）の指揮者陣に加わり1948年まで同劇場で活動した。
1950年にレニングラード放送交響楽団（1953年よりレニングラード・フィルハーモニア協会の傘下、現在のサンクトペテルブルク交響楽団）の首席指揮者となり、1957年まで務める。1967年にカール・エリアスベルクと共に、「さまざまな時代の世間にあまりよく知られていない作品の演奏」を目的としたレニングラード古楽・現代音楽室内管弦楽団（ラビノヴィチ死後に規模を拡大してサンクトペテルブルク国立アカデミー交響楽団となる）を設立し初代首席指揮者となった。
レニングラード音楽院では、1939年から教え始め、1968年に教授に昇進、1957年から亡くなるまでオペラ・交響楽指揮科長を務めた。オペラ・スタジオの芸術監督を務め、学生のオペラ実習を指導している。1956年から学生オーケストラの指揮者も務め、オーケストラの水準を著しく高めた。指導した学生にはアレクサンドル・ドミトリエフ、ユーリ・シモノフ、ネーメ・ヤルヴィ、マリス・ヤンソンスらがいる。
1972年7月26日、レニングラードで没し、セラフィモフスコエ墓地に埋葬された。

## 家族
兄は音楽学者のアレクサンドル・ラビノヴィチ。

## 録音
以下はメロディア録音。
レニングラード放送交響楽団（レニングラード国立交響楽団）
- グリンカ：作品集
- アレクセイ・ジヴォトフ：舞踏組曲
- ドヴォルザーク：交響曲第8番、野ばと、序曲『オセロ』
- ハイドン：交響曲第97番
- ベートーヴェン：劇付随音楽『エグモント』
- ベルリオーズ：演奏会用序曲集

モスクワ放送交響楽団
- バッハ：ピアノ協奏曲 ニ短調（独奏：ガリーナ・フョードロヴァ（ロシア語版））
- ショスタコーヴィチ：映画『ハムレット』組曲
- リヒャルト・シュトラウス：メタモルフォーゼン、ハイドン：交響曲第90番

レニングラード古楽・現代音楽室内管弦楽団
- モーツァルト：ヴァイオリン協奏曲第3番、第4番（独奏：ボリス・グートニコフ）
- モーツァルト：2つのヴァイオリンのためのコンチェルトーネ、ヴァイオリン、ヴィオラとチェロのための協奏交響曲